# Cyanotrichite
La cyanotrichite est une espèce minérale composée de hydroxy-sulfate de cuivre et d'aluminium hydraté de formule:  Cu4Al2[(OH)12/SO4].2H2O. Les cristaux peuvent atteindre 3 cm . 

## Historique de la description et appellations

### Inventeur et étymologie
La première étude a été effectuée sur un échantillon de Moldova Nouă (Roumanie) par Abraham Gottlob Werner en 1808. Mais c'est la description d'Ernst Friedrich Glocker qui fait référence en 1839. Il l'a nommé à partir du grec ancien κυανός ou du latin cyaneus (bleu foncé) et du grec ancien θρίξ, θριχός (chevelure, poil) soit "chevelure bleue" qui est l'habitus le plus commun pour ce minéral.

### Topotype
Le gisement topotype est localisé à Moldova Nouă, Banat roumain, Roumanie.

### Synonymes
- cuivre velouté (Armand Lévy) [6]
- lettsomite (Percy 1850) [7] Le minéral est dédié au minéralogiste anglais William G. Lettsom (1805-1887)
- namaqualite[8]

## Caractéristiques physico-chimiques

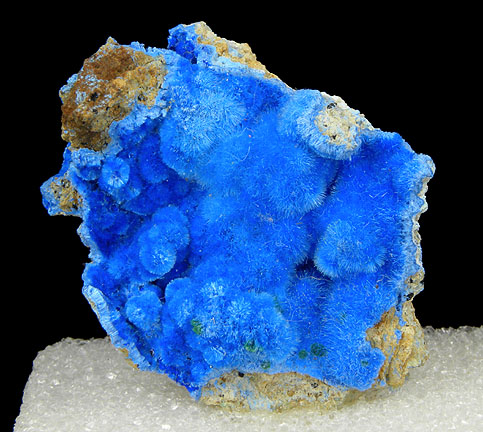
Un des habitus de la cyanotrichite : agrégats de courtes aiguilles à disposition radiée, formant un encroûtement velouté

### Critères de détermination
La cyanotrichite forme des cristaux aciculaires de couleur bleu ciel à bleu azur, disposés en buissons globuleux de longues aiguilles, ou en encroûtement de courtes aiguilles donnant un aspect velouté. Ces cristaux sont translucides, avec un éclat vitreux à soyeux. Ils ne possèdent aucun plan de clivage, et leur fracture est inégale. Vus au microscope polariseur analyseur, en lumière non analysée, ils présentent un pléochroïsme : leur couleur varie du bleu pâle au bleu intense. 
La cyanotrichite est un minéral plutôt tendre (3,5 à 4 sur l'échelle de Mohs) et peu dense (densité mesurée variant de 3,7 à 3,9).
Ce minéral laisse un trait bleu pâle. 

### Composition chimique
La cyanotrichite, de formule Cu4Al2[(OH)12/SO4].2H2O, a une masse moléculaire de 644,33 u. Elle est donc composée des éléments suivants :
| Élément   | Nombre (formule)    | Masse des atomes (u) | % de la masse moléculaire |
| --------- | ------------------- | -------------------- | ------------------------- |
| Soufre    | 1                   | 32,06                | 4,98 %                    |
| Aluminium | 2                   | 53,96                | 8,37 %                    |
| Cuivre    | 4                   | 254,19               | 39,45 %                   |
| Hydrogène | 16                  | 16,13                | 2,50 %                    |
| Oxygène   | 18                  | 287,99               | 44,70 %                   |
|           | Total : 41 éléments | Total : 644,33 u     | Total : 100 %             |

Cette composition place ce minéral :
- selon la classification de Strunz : dans la catégorie des sulfates (07), avec des anions additionnels et H2O (07.D) et des cations de taille seulement moyenne (07.DE) ;
- selon la classification de Dana : dans la catégorie des sulfates hydratés contenant un groupement hydroxyle ou un halogène (31), de forme (A+ B++)6 (XO4) Zq·x(H2O) (31.02).

### Cristallochimie
La cyanotrichite sert de chef de file à un groupe de minéraux isostructuraux qui porte son nom :

#### Groupe de la cyanotrichite
- Camérolaïte : Cu4Al2(HSbO4,SO4)(CO3)(OH)10• 2H2O
- Carbonatecyanotrichite : Cu4Al2(CO3,SO4)(OH)12• 2H2O
- Cyanotrichite : Cu4Al2(SO4)(OH)12• 2H2O
- Khaidarkanite : Na0.34Cu4Al3(OH)14F3• 2H2O

### Cristallographie
- Paramètres de la maille conventionnelle : {\displaystyle a} = 10,16 Å, {\displaystyle b} = 12,61 Å, {\displaystyle c} = 2,9 Å ; Z = 1 ; V = 371,54 Å3
- Densité mesurée = 3,8 g cm−3

## Gîtes et gisements

### Gîtologie et minéraux associés
Minéral fibreux à aciculaire, filiforme sous forme de dépôts sur une roche mère, la roche est formée par l'érosion et l'oxydation prolongée des gisements de cuivre en présence aluminium.
Les minéraux souvent associés sont : brochantite, spangolite, chalcophyllite, olivénite, tyrolite, parnauite, azurite, malachite, connellite.

### Gisements producteurs de spécimens remarquables
- Canada

Eastern Metals Mine, Saint-Fabien-de-Panet, municipalité régionale de comté de Montmagny, Québec
- États-Unis

Arizona
Nevada
- France

Mine de Cap Garonne, Le Pradet, Var, Provence-Alpes-Côte d'Azur 
Mine de Couloumier, Auzat, Ariège, Midi-Pyrénées 
- Grece

Kamariza (ou Camarésa ?), Mines du Laurion, Attique
- Roumanie

Moldova Nouă, Banat roumain (topotype).